# Mistrzostwa Świata w Kolarstwie Przełajowym 2015
66. Mistrzostwa Świata w Kolarstwie Przełajowym odbyły się w czeskim Táborze, w dniach 31 stycznia-1 lutego 2015 roku.

## Medaliści
| Konkurencja:                | Złoto:                 | Czas      | Srebro:        | Czas     | Brąz:             | Czas     |
| Klasyfikacja mężczyzn       |                        |           |                |          |                   |          |
| Elite (1 lutego 2015)       | Mathieu van der Poel   | 1:09:12 h | Wout van Aert  | + 0:15 m | Lars van der Haar | + 0:17 m |
| U-23 (1 lutego 2015)        | Michael Vanthourenhout | 49:55 h   | Laurens Sweeck | + 0:10 m | Stan Godrie       | + 0:14 m |
| Juniorzy (31 stycznia 2015) | Simon Andreassen       | 42:24 h   | Eli Iserbyt    | + 0:40 m | Max Gulickx       | + 0:41 m |
| Klasyfikacja kobiet         |                        |           |                |          |                   |          |
| Elite (1 lutego 2015)       | Pauline Ferrand-Prévot | 49:10 h   | Sanne Cant     | + 0:01 m | Marianne Vos      | + 0:15 m |

## Szczegóły

### Zawodowcy
| Medal | Zawodnik              | Narodowość | Czas      |
| ----- | --------------------- | ---------- | --------- |
|       | Mathieu van der Poel  | Holandia   | 1:09:12 h |
|       | Wout van Aert         | Belgia     | + 0:15    |
|       | Lars van der Haar     | Holandia   | + 0:17    |
| 4     | Kevin Pauwels         | Belgia     | + 1:06    |
| 5     | Klaas Vantornout      | Belgia     | + 1:12    |
| 6     | Tom Meeusen           | Belgia     | + 1:17    |
| 7     | Gianni Vermeersch     | Belgia     | + 2:26    |
| 8     | Marcel Meisen         | Niemcy     | + 2:37    |
| 9     | Philipp Walsleben     | Niemcy     | + 2:43    |
| 10    | Marco Aurelio Fontana | Włochy     | + 2:54    |

### U-23
| Medal | Zawodnik               | Narodowość | Czas    |
| ----- | ---------------------- | ---------- | ------- |
|       | Michael Vanthourenhout | Belgia     | 49:55 h |
|       | Laurens Sweeck         | Belgia     | + 0:10  |
|       | Stan Godrie            | Holandia   | + 0:14  |
| 4     | Clément Venturini      | Francja    | + 0:24  |
| 5     | Joris Nieuwenhuis      | Holandia   | + 0:31  |
| 6     | Toon Aerts             | Belgia     | + 0:45  |
| 7     | Jakub Skala            | Czechy     | + 1:06  |
| 8     | Diether Sweeck         | Belgia     | + 1:14  |
| 9     | Quinten Hermans        | Belgia     | + 1:14  |
| 10    | Gioele Bertolini       | Włochy     | + 1:14  |

### Juniorzy
| Medal | Zawodnik            | Narodowość        | Czas    |
| ----- | ------------------- | ----------------- | ------- |
|       | Simon Andreassen    | Dania             | 42:24 h |
|       | Eli Iserbyt         | Belgia            | + 0:40  |
|       | Max Gulickx         | Holandia          | + 0:41  |
| 4     | Gage Hecht          | Stany Zjednoczone | + 0:44  |
| 5     | Thijs Wolsink       | Holandia          | + 1:10  |
| 6     | Stefano Sala        | Włochy            | + 1:27  |
| 7     | Jacob Dorigoni      | Włochy            | + 1:30  |
| 8     | Eddy Fine           | Francja           | + 1:34  |
| 9     | Jarne Driesen       | Belgia            | + 1:53  |
| 10    | Roel van der Stegen | Holandia          | + 1:58  |

### Kobiety
| Medal | Zawodnik               | Narodowość      | Czas    |
| ----- | ---------------------- | --------------- | ------- |
|       | Pauline Ferrand-Prévot | Francja         | 49:10 h |
|       | Sanne Cant             | Belgia          | + 0:01  |
|       | Marianne Vos           | Holandia        | + 0:15  |
| 4     | Nikki Harris           | Wielka Brytania | + 0:21  |
| 5     | Kateřina Nash          | Czechy          | + 0:36  |
| 6     | Lucie Chainel-Lefèvre  | Francja         | + 0:56  |
| 7     | Helen Wyman            | Wielka Brytania | + 1:21  |
| 8     | Ellen Van Loy          | Belgia          | + 1:35  |
| 9     | Christine Majerus      | Luksemburg      | + 1:54  |
| 10    | Sophie de Boer         | Holandia        | + 1:56  |

## Tabela medalowa
| Miejsce | Państwo  |   |   |   |   |
| ------- | -------- | - | - | - | - |
| 1.      | Belgia   | 1 | 4 | 0 | 5 |
| 2.      | Holandia | 1 | 0 | 4 | 5 |
| 3.      | Dania    | 1 | 0 | 0 | 1 |
|         | Francja  | 1 | 0 | 0 | 1 |